# Stefanie Enzinger
Stefanie Enzinger (* 25. November 1990 in Mittersill) ist eine österreichische Fußballspielerin auf der Position einer Stürmerin, die seit der Saison 2017/18 beim amtierenden österreichischen Fußballmeister der Damen, dem SKN St. Pölten, spielt und ab 2015 für die österreichische Nationalmannschaft spielte. Im Jänner 2023 wurde ihr Rückzug aus der Nationalmannschaft bekanntgegeben. Im Sommer 2023 beendete sie zudem die Vereinskarriere.

## Vereinskarriere

### Karrierebeginn in der Heimat
Stefanie Enzinger wurde am 25. November 1990 in der Stadt Mittersill im Bundesland Salzburg geboren und begann ihre Vereinskarriere im Fußball kurz vor ihrem neunten Geburtstag, als sie am 15. Oktober 1998 bei ihrem Heimatverein SC Mittersill angemeldet wurde. Davor spielte sie bereits seit ihrem fünften Lebensjahr Fußball, zu dem sie durch Nachbarskinder gekommen war. Hier kam sie in Bubenmannschaften zum Einsatz und wechselte im Sommer 2006 in die reine Damenmannschaft des USK Hof, wo sie von Johann Enzinger, der die Damenmannschaft im Juni 1999 gegründet hatte und zum Gründungszeitpunkt als Vereinsobmann fungierte, trainiert wurde. Mit der Mannschaft gewann sie in der Saison 2006/07 ungeschlagen die zweitklassige österreichische 2. Liga Mitte, wobei die Mannschaft aus 14 Partien 13 Siege und ein Remis hervorbrachte und mit 68:9 Treffern die mit Abstand beste Tordifferenz der Liga verzeichnen konnte. Im Relegationsspiel um den Aufstieg in die ÖFB Frauen-Bundesliga unterlag die Mannschaft den Damen des FC St. Veit nach einem 3:2-Heimsieg im Rückspiel mit 1:2, was aufgrund der Auswärtstorregel den Aufstieg für das Team aus St. Veit an der Glan und den Verbleib in der Zweitklassigkeit für die Damen aus Hof bei Salzburg bedeutete.

### Zweiter Meistertitel und Aufstieg in die Bundesliga
In der nachfolgenden Spielzeit 2007/08, nachdem die Liga um zwei weitere Teams erweitert wurde, erreichten die USK-Hof-Damen erneut den ersten Platz im Endklassement und kamen bei 16 Meisterschaftsspielen auf eine Bilanz von 14 Siegen, einem Unentschieden und einer Niederlage, sowie auf eine Tordifferenz von 82:13. Mit ihren drei Treffern aus neun Partien blieb sie dabei weit hinter den 39 bzw. 25 Treffern ihrer Mannschaftskolleginnen Marina Aufschnaiter, die heute auch als Fußballschiedsrichterin, hierbei unter anderem auch im Herrenfußball, in Erscheinung tritt, bzw. Isabella Grössinger, einer späteren Bundesliga-Spielerin. Enzinger trat nur im Herbst in Erscheinung und war im Frühjahr aufgrund einer Verletzung nicht mehr verfügbar. In der Relegation um den Bundesligaaufstieg trat die Stürmerin mit ihrem Team gegen die Damen des SV Groß-Schweinbarth an und gewannen zuerst das Auswärtsspiel mit 6:1 und daraufhin auch noch die Heimpartie mit 4:0, was den Aufstieg in die höchste Frauenfußball-Liga des Landes bedeutete.

### Klassenerhalt in der Bundesliga
Nach dem Aufstieg in die ÖFB Frauen-Bundesliga war der Qualitätsunterschied in der Saison 2008/09 deutlich zu spüren. Während die Damen des USK Hof in der Zweitklassigkeit noch weitgehend über die Konkurrenz triumphierten, rangierte die Mannschaft am Ende des Grunddurchgangs im Herbst nach neun absolvierten Partien mit lediglich zwei erreichten Punkten auf dem vorletzten Tabellenplatz; nur die Frauen des ASV St. Margarethen/Lavanttal hatten eine noch schlechtere Leistung gezeigt. In den anschließenden unteren Play-offs konnten der USK Hof daraufhin eine deutlich bessere Leistung abliefern, was bei acht absolvierten Partien zwei Siege, zwei Unentschieden und vier Niederlagen bedeutete. Damit hatte das Team zwar zehn Punkte erreicht, rangierte damit jedoch immer noch auf dem vorletzten Tabellenplatz; abermals war der ASV St. Margarethen/Lavanttal der mit Abstand schwächste Verein der Liga und musste den direkten Abstieg antreten. Der USK Hof schaffte es mit dem vorletzten Platz in die Relegation und bezwang dort die Union Kleinmünchen Linz nach einer 2:3-Niederlage im Hinspiel mit einem klaren 4:0-Erfolg im Rückspiel, was den Klassenerhalt bedeutete. Im österreichischen Frauen-Fußballcup 2008/09 schafften es die Damen nach drei Siegen in Folge bis ins Halbfinale, wo sie dem FC Wacker Innsbruck deutlich mit 1:8 unterlagen und vom laufenden Turnier ausschieden. In dieser Saison kam Enzinger in sieben Spielen der Hinrunde zum Einsatz und blieb dabei torlos. Danach absolvierte sie lediglich die ersten drei Spiele der unteren Play-offs und erzielte am 29. März 2009 ihren ersten Treffer in der ÖFB Frauen-Bundesliga, als sie bei der 2:3-Heimniederlage gegen die SG Ardagger/Neustadtl in Minute 25 den 1:0-Führungstreffer erzielte. Des Weiteren war sie in drei der vier Pokalspiele im Einsatz, blieb aber auch hier ohne Torerfolg.

### Wechsel nach Innsbruck
Obwohl sie im Herbstdurchgang der Saison 2009/10 noch für den USK Hof spielberechtigt gewesen wäre, kam sie für ebendiesen jedoch nicht mehr zum Einsatz und wechselte in der Winterpause nach Innsbruck, wo sie ab 12. Jänner 2010 beim Ligakonkurrenten FC Wacker Innsbruck angemeldet war. Nachdem die Innsbruckerinnen den Grunddurchgang im Herbst auf dem zweiten Tabellenplatz hinter dem SV Neulengbach beendet hatten, startete Stefanie Enzinger mit der Mannschaft im Frühjahr in die oberen Play-offs. Hierbei kam sie bereits im ersten Spiel gegen die Damen des SK Austria Kärnten zu ihrem Pflichtspieldebüt für die Tirolerinnen, als sie beim 2:2-Remis am 13. März 2010 von Trainer Robert Martini von Beginn an eingesetzt und zur Halbzeitpause durch Arbresha Jahaj ersetzt wurde. Danach saß sie in drei weiteren Spielen auf der Ersatzbank und kam dabei in einer Begegnung zu einem Kurzeinsatz, als sie bei einem 1:1-Auswärtsremis im letzten Saisonspiel gegen Neulengbach am 3. Juni 2017 in Minute 20 eingewechselt und in Minute 56 wieder ausgewechselt wurde. Am Ende wurden die Innsbruckerinnen Vizemeister hinter Neulengbach und schieden im Pokal 2009/10 gegen ebendiese Mannschaft mit 0:4 im Viertelfinale aus; Enzinger brachte es in dieser Saison auf keinen Pokaleinsatz. Auch für die zweite Kampfmannschaft der Damen in der 2. Liga Mitte/West kam Enzinger, die die Tourismusschule Bramberg und bereits während ihrer Zeit in der Tiroler Landeshauptstadt die Universität Innsbruck besuchte, in dieser Saison nach einem erneuten Kreuzbandriss zu keiner Spielpraxis.
Die Saison 2010/11 wurde in der Erstklassigkeit des österreichischen Frauenfußballs in einer gleich langen Hin- wie Rückrunde ausgetragen; Enzinger kam in dieser, vor allem bedingt durch ihr Vollzeittätigkeit und ihr unterbrochenes Studium an der Universität Innsbruck, in keinem einzigen Meisterschaftsspiel zum Einsatz und war auch in keinem Pokalspiel, als die Innsbruckerinnen im Cup 2010/11 erst im Halbfinale gegen LUV Graz ausschieden, im Einsatz. In dieser Saison brachte sie es lediglich auf einen Einsatz für die zweite Kampfmannschaft von Wacker Innsbruck mit Spielbetrieb in der zweitklassigen 2. Liga Mitte/West. Diesen absolvierte sie am 10. März 2011 bei einer 1:5-Auswärtsniederlage gegen den Heeres SV Wals, als sie von Trainerin Alexandra Bugl über die volle Spieldauer eingesetzt wurde und in Minute 60 den Treffer zum 1:1-Ausgleich beisteuerte. Mit dieser Mannschaft wurde sie am Ende der Saison Vizemeister hinter dem bereits genannten Heeres SV Wals.

### Pokalfinalist 2011/12
Nachdem sie die ersten paar Saisonspiele versäumt hatte, startete Enzinger erst etwas verspätet in die Spielzeit 2011/12, in der sie es bis zum Saisonende auf elf Ligaeinsätze und drei -treffer brachte und mit ihrer Mannschaft im Endklassement auf dem dritten Tabellenplatz rangierte. Im Pokal 2011/12 zogen die Tirolerinnen bis ins Finale ein, wo sie, nach anfänglichen Kantersiegen im Turnier, mit 0:4 dem SV Neulengbach unterlagen. In der zweiten Mannschaft kam die Stürmerin ebenfalls in einem Meisterschaftsspiel zum Einsatz, in dem sie selbst allerdings torlos blieb. Mit dem FC Wacker Innsbruck II rangierte sie am Saisonende auf dem ersten Tabellenplatz der 2. Liga Mitte/West, wobei das Team nur eines seiner 18 Ligapartien verloren hatte. Da die Mannschaft als zweites Team der Innsbrucker nicht für die höchste Spielklasse spielberechtigt war, durfte der zweitplatzierte Heeres SV Wals an der nachfolgenden Relegation teilnehmen. Dieser trat daraufhin jedoch nicht zum Spiel gegen den SKV Altenmarkt an, woraufhin Altenmarkt/Triesting in die höchste Liga im österreichischen Frauenfußball aufstieg.
2012/13 war Enzinger als Stammspielerin angekommen und absolvierte alle 18 Meisterschaftsspiele, wobei sie fünf Mal zum Torerfolg kam und die Saison mit der Mannschaft auf dem dritten Platz hinter dem ASV Spratzern (Vizemeister) und SV Neulengbach (Meister) beendete. Auch in allen vier Cuppartien kam die gebürtige Salzburgerin 2012/13 zum Einsatz, wobei sie einen Treffer erzielte und mit dem Team im Halbfinale mit 0:3 gegen den SV Neulengbach ausschied. In der zweiten Kampfmannschaft kam Enzinger in dieser Saison gar nicht zum Einsatz.

### Erfolgreichste Innsbrucker Torschützin 2013/14
Zu einer Torgarantin entwickelte sich Stefanie Enzinger daraufhin in der Spielzeit 2013/14, als sie es bei 15 von 18 möglich gewesenen Meisterschaftsspielen auf insgesamt zwölf Treffer brachte. Damit war sie mannschaftsinterne Torschützenkönigin und rangierte in der Torschützenliste der ÖFB Frauen-Bundesliga zusammen mit Marlies Hanschitz vom SV Neulengbach auf dem dritten bzw. vierten Platz hinter Nina Burger (22 Tore, 2. Platz) und ihrer ehemaligen Mannschaftskollegin Nicole Billa (24 Tore, 1. Platz). Mit den Innsbruckerinnen beendete sie die Saison auf Rang 4 und schied auch im österreichischen Frauen-Fußballcup 2013/14 noch frühzeitig im Viertelfinale gegen St. Pölten aus. In diesem Turnier steuerte sie bei drei Einsätzen zwei Tore bei. Für die zweite Mannschaft kam sie abermals nicht mehr zum Einsatz.
In der Saison 2014/15 blieb Enzinger weiterhin torgefährlich und steuerte bei neun Einsätzen im Herbst achte Tore bei, darunter am 6. September 2014 ein Hattrick bei einem 6:0-Heimerfolg über den USC Landhaus Wien. Zudem absolvierte sie noch alle drei Spiele ihrer Mannschaft im österreichischen Frauen-Fußballcup 2014/15, als der FC Wacker Innsbruck abermals bereits im Viertelfinale ausschied; diesmal mit 0:1 gegen den SKV Altenmarkt.

### Torjägerin in der Steiermark
In weiterer Folge wechselte Enzinger nach fünf Jahren in Innsbruck in die Steiermark, wo sie bei der Spielgemeinschaft des FC Stattegg und dem SK Sturm Graz unter Vertrag genommen wurde. Zuerst erhielt sie hier nur einen Leihvertrag, ehe sie im Juli 2015 gänzlich vom SK Sturm Graz übernommen wurde. Nachdem sie bereits in der Vorbereitung auf die Rückrunde im Frühjahr im Einsatz war, gab sie am 22. März 2015 ihr Pflichtspieldebüt für die Steirerinnen, als sie bei einem 1:1-Auswärtsremis gegen den FSK St. Pölten-Spratzern unter dem ehemaligen österreichischen Internationalen Markus Hiden von Beginn an spielte und ab der 82. Spielminute durch Anna Ebner ersetzt wurde. Bis zum Saisonende brachte es die Offensivakteurin auf Einsätze in allen neun Ligapartien des Frühjahrs und steuerte hierbei sechs Treffer bei, womit sie mit mannschaftsübergreifend 14 Toren zusammen mit Nina Burger vom SV Neulengbach drittbeste Torschützin der Liga war. Nur Lisa Makas (20 Tore, 2. Platz) und Nicole Billa (27 Tore, 1. Platz) vom FSK St. Pölten-Spratzern erzielten in diesem Durchgang mehr Treffer. Mit dem dritten Platz im Endklassement erreichte die SPG SK Sturm Graz Damen/FC Stattegg den bis dato größten Erfolg ihres Bestehens. Des Weiteren brachte es Enzinger auch noch auf einen Einsatz im Cup 2014/15, als die Damen des SK Sturm im Halbfinale gegen den SV Neulengbach ausschieden.
Auch in der darauffolgenden Spielzeit 2015/16 agierte die gebürtige Salzburgerin als Torjägerin der Grazerinnen. Dabei kam sie in allen 18 Meisterschaftsspielen zum Einsatz und war mit 14 erzielten Treffern die mannschaftsinterne Torschützenkönigin. In der Torschützenliste der ÖFB Frauen-Bundesliga rangierte sie zusammen mit der Ungarin Lilla Sipos vom FSK St. Pölten auf dem zweiten Platz; nur deren Landsmännin und Mannschaftskollegin beim FSK St. Pölten, Fanny Vágó, erzielte mit ihren 19 Treffern mehr Tore. Gleich im ersten Saisonspiel zeigte Enzinger von ihrer Torgefährlichkeit, als sie beim 7:0-Heimsieg über die Carinthians Soccer Women einen Hattrick beisteuerte. Im Endklassement rangierten die Damen des SK Sturm Graz daraufhin mit zwölf Punkten Rückstand auf den FSK St. Pölten auf dem zweiten Tabellenplatz und qualifizierten sich so für die UEFA Women’s Champions League 2016/17, was den bis dahin größten Erfolg in der Geschichte des Bestehens dieser Damenmannschaft bedeutete. Auch im Cup 2015/16 blieb die Stürmerin nicht minder torgefährlich, wobei sie bei den vier Pokalspielen ihrer Mannschaft in drei eingesetzt wurde und hierbei ebenso viele Tore beisteuerte. Mit der Mannschaft schied sie abermals im Halbfinale gegen den SV Neulengbach aus. Im Jahr 2016 erhielten die SK Sturm Graz Damen als beste Damenmannschaft in Österreich einen Bruno.
Über die komplette Saison 2016/17 hinweg war Enzinger in den Kampf um den Titel als Torschützenkönig der Liga verwickelt. Am Ende fehlte ihr nur ein Treffer auf die abermalige Torschützenkönigin Fanny Vágó; mit 20 Toren aus 17 Meisterschaftseinsätzen war sie jedoch erneut die beste Torschützin ihrer Mannschaft. In der UEFA Women’s Champions League 2016/17 starteten die Damen des SK Sturm Graz im Sechzehntelfinale gegen die Frauen des FC Zürich und schieden nach einem 0:6 im Hinspiel und einem 0:3 im Rückspiel noch in dieser Runde gegen die Schweizerinnen vom laufenden Turnier aus. Die Offensivakteurin gehörte der Stammformation in beiden Partien an und spielte ebendiese über die volle Spieldauer durch. Im Endklassement der Bundesliga schafften es die SK Sturm Graz Damen abermals auf den zweiten Tabellenplatz hinter den nunmehr umgeformten SKN St. Pölten Frauen; in diesem Jahr mit 13 Punkten Rückstand. Durch den erneuten zweiten Platz im Endklassement qualifizierten sich die Damen ein weiteres Mal für die UEFA Women’s Champions League, in der sie 2017/18 nicht direkt, sondern erst im August 2017 in der Qualifikation starten werden. Außerdem absolvierte sie eines von insgesamt zwei Pokalspielen der Grazerinnen; bereits in der zweiten Runde schieden sie mit einer 1:4-Niederlage gegen den SV Neulengbach vom Fußballpokal 2016/17 aus.

### Wechsel zu Meister St. Pölten

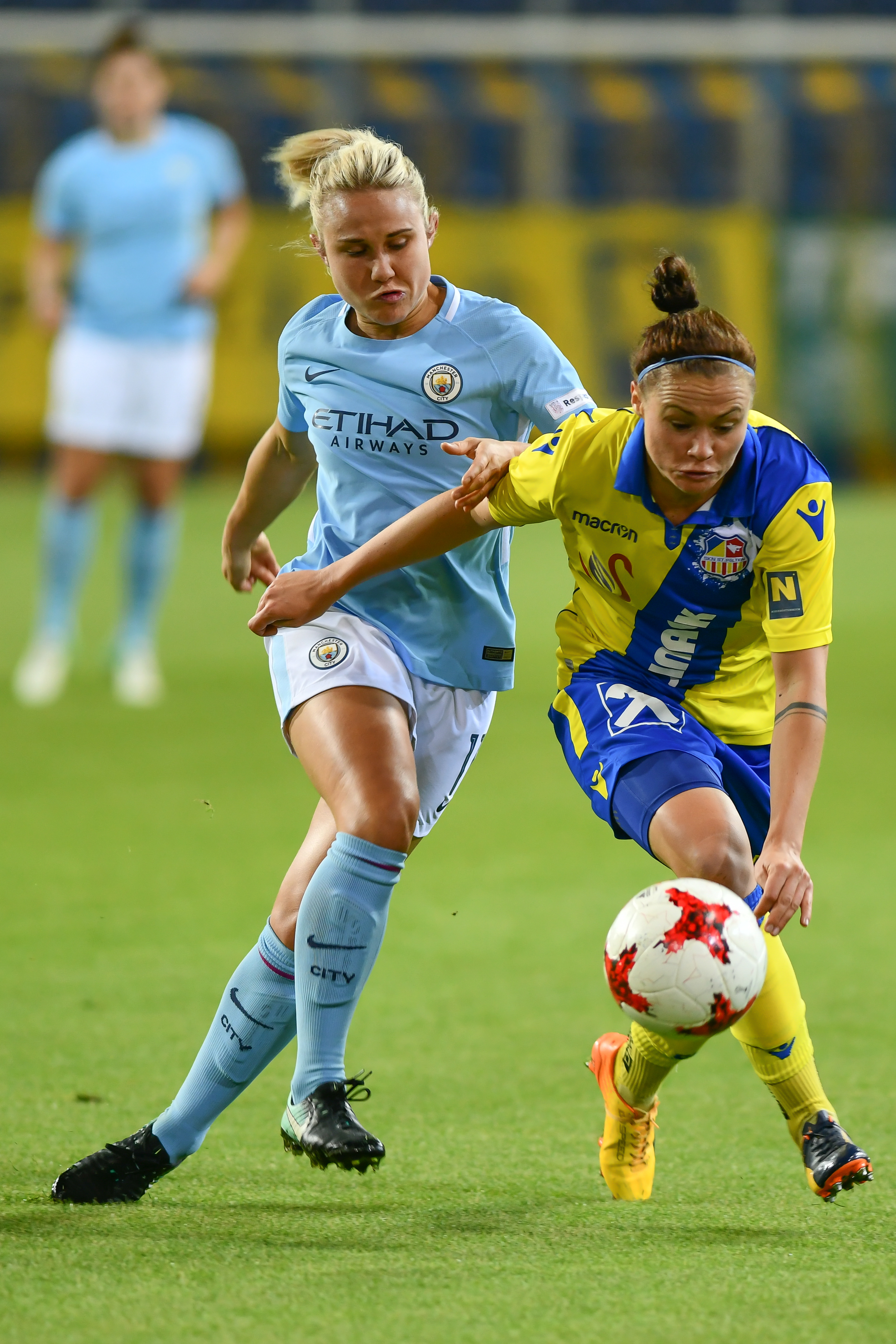
Stefanie Enzinger (rechts) im Zweikampf mit Izzy Christiansen vom Manchester City WFC (2017)

Noch kurz vor Ende der Saison 2016/17 gab Enzinger bekannt nach der Europameisterschaft 2017 zum amtierenden österreichischen Meister im Frauenfußball, dem SKN St. Pölten, zu wechseln. Am 4. Oktober 2017 gab sie ihr Pflichtspieldebüt für die St. Pöltnerinnen, als sie bei der 0:3-Niederlage gegen den Manchester City WFC im Sechzehntelfinale der Champions League 2017/18 von Beginn an und über die volle Spieldauer unter bzw. neben ihrer Spielertrainerin Fanny Vágó zum Einsatz kam. Nach einer neuerlichen 0:3-Niederlage im Rückspiel schied Enzinger mit ihrer Mannschaft frühzeitig aus dem Turnier aus. In der Liga verpasste sie 2017/18 nur ein einziges Spiel und führte am Ende die Tabelle mit den St. Pöltnerinnen, die 17 ihrer 18 Partien gewannen und nur ein Spiel – gegen den SK Sturm Graz – verloren, mit 51 Punkten überlegen an. Nachdem sich St. Pölten damit den vierten Meistertitel in Folge gesichert hatte, konnte die Mannschaft 2017/18 auch den ÖFB Ladies Cup verteidigen und sich den Pokalsieg mit einem 5:1-Finalsieg über den SV Neulengbach sichern. Enzinger war dabei in allen fünf Spielen ihres Teams im Einsatz und erzielte dabei fünf Tore, mit denen sie die viertbeste Torschützin des Turniers war. Durch den Meistertitel hatte sie sich mit ihrer Mannschaft die Teilnahme am Sechzehntelfinale der UEFA Women’s Champions League 2018/19 gesichert und schied in diesem im September 2018 mit einem Gesamtscore von 1:6 gegen Paris Saint-Germain aus.
In der Liga war der SKN St. Pölten in der Saison 2018/19 noch überragender und blieb bis zum Ende der Saison – 17 Siege und ein Remis – ungeschlagen. In der vorangegangenen Saison nur auf sieben Treffer gekommen, wovon sechs erst in den letzten acht Runden erzielt wurden, war Enzinger mit zehn Treffer aus 16 Einsätzen die dritterfolgreichste Torschützin der St. Pöltnerinnen in dieser Spielzeit. Im Cup 2018/19 war die gebürtige Salzburgerin mit sieben Treffern bei fünf Einsätzen die drittbeste Torschützin des Turniers. Nach der abermaligen Verteidigung des Meister- und des Cuptitels nahm Enzinger mit dem SKN St. Pölten am Sechzehntelfinale der UEFA Women’s Champions League 2019/20 und schied in diesem – bereits weniger deutlich – mit einem Gesamtergebnis von 4:5 gegen die Frauen von Twente Enschede aus. Bereits davor war sie mit ihrer Mannschaft in die von der COVID-19-Pandemie gezeichnete Spielzeit 2019/20 gestartet. Auch hier agierte Enzinger wieder als eine Stammkraft in der Offensive und wurde bis zum Abbruch der Saison im April 2020 von der Spielertrainerin Alexandra Bíróová und deren Nachfolger Gerhard Waldhart, der die Mannschaft ab der sechsten Runde übernahm, in allen neun ausgetragenen Ligapartien eingesetzt, wobei sie es auf elf Treffer gebracht hatte und mit diesen in der ligaweiten Torschützenliste auf dem dritten Platz rangierte; mannschaftsintern rangierte sie hinter Mateja Zver auf Rang 2. Unter ihren elf Treffern war unter anderem auch das Spiel der sechsten Runde, ein 14:3-Kantersieg über die Frauen des FC Wacker Innsbruck, bei dem sie sechs Tore erzielen konnte. Auch im nach der zweiten Runde abgebrochenen Cup 2019/20 kam die Stürmerin zum Einsatz und kam bei zwei absolvierten Spielen auf lediglich einen Treffer.
Nachdem sie den Saisonauftakt verpasst hatte, stieg Enzinger in der zweiten Meisterschaftsrunde umso erfolgreicher in den Wettbewerb ein. Dabei gelangen ihr bei einem 10:0-Heimsieg über den FFC Vorderland am 13. September 2020 abermals sechs Treffer. Bislang (Stand: 5. März 2021) hatte es die Salzburgerin auf sieben Einsätze in der Saison 2019/20 gebracht und dabei acht Tore erzielt – in fünf ihrer bisherigen Einsätze war sie sogar torlos geblieben – und rangiert damit aktuell (Stand: 5. März 2021) hinter Lisa Kolb vom SV Neulengbach auf dem zweiten Platz der Torschützenliste der ÖFB Frauen-Bundesliga. In den Cup 2020/21 startet sie mit den St. Pöltnerinnen erst im März 2021. In diesem Monat geht es für die Mannschaft in der UEFA Women’s Champions League 2020/21 weiter. Nachdem der SKN St. Pölten an diesem Turnier teilnehmen durfte, hatte es die Mannschaft auf die bislang beste Leistung seit der erstmaligen Teilnahme an diesem Wettbewerb gebracht. Nach einem 2:0-Sieg in der ersten Qualifikationsrunde über den KFF Mitrovica aus dem Kosovo und einem 1:0-Sieg über ZSKA Moskau aus Russland in der zweiten Runde war sie mit ihrer Mannschaft ins Sechzehntelfinale eingezogen. In diesem bezwang das Team im Dezember 2020 den FC Zürich aus der Schweiz mit einem Gesamtscore von 3:0 und zog daraufhin ins Achtelfinale gegen den FC Rosengård aus Schweden ein. In diesem war die Mannschaft bis dato (Stand: 5. März 2021) auf ein 2:2-Remis im Hinspiel gekommen und hat noch deutliche Chancen auf ein Weiterkommen im Rückspiel. Bislang (Stand: 5. März 2021) war sie in allen fünf Partien ihrer Mannschaft zum Einsatz gekommen und hatte mit einem Treffer im Spiel gegen die Schweizerinnen erheblichen Anteil am Erfolg ihres Teams in diesem Turnier.

## Nationalmannschaftskarriere

### Debüt in Nationalelf
Erstmals in die österreichische Fußballnationalmannschaft der Frauen einberufen wurde Enzinger für das am 7. April 2015 in Klagenfurt stattfindende freundschaftliche Länderspiel gegen Australien, in dem sie schlussendlich jedoch nicht von Teamchef Dominik Thalhammer eingesetzt wurde. Ihr Debüt für die ÖFB-Damen gab Enzinger am 17. September 2015, als sie beim ersten Gruppenspiel der Gruppe 8 der Qualifikation zur EM 2017 zu einem Kurzeinsatz kam. Im Spiel gegen Kasachstan, einem 2:0-Erfolg, kam sie in der 92. Spielminute für die Doppeltorschützin Nicole Billa auf den Rasen. Nachdem sie in den beiden nachfolgenden EM-Qualifikationsspielen gegen Wales und Israel nur auf Abruf dem Kader zur Verfügung stand und auch in den weiteren Spielen gegen Kasachstan und Norwegen nicht zum Einsatz kam, setzt sie Thalhammer erst wieder im Rückspiel gegen Norwegen am 2. Juni 2016, als sie abermals erst in der Nachspielzeit in Minute 90 als Ersatz für Nicole Billa fungierte, ein.
Nachdem sie beim vier Tage später stattfindenden Rückspiel gegen Israel erneut ohne Einsatz geblieben war, wurde sie erst wieder im letzten Gruppenspiel, einem 0:0-Remis gegen Wales am 20. September 2016, in der EM-Qualifikation eingesetzt. Dabei jedoch abermals wieder lediglich in der Nachspielzeit; diesmal als Ersatz für Routinier Nina Burger. Mit den Damen schaffte sie dabei als Gruppenzweite hinter den Norwegerinnen den Einzug in die in den Niederlanden stattfindende Endrunde. Bereits etwa ein halbes Jahr vor ihrem letzten EM-Qualifikationsspiel absolvierte Stefanie Enzinger ihren zweiten Länderspieleinsatz überhaupt. Dabei kam sie beim 2:1-Erfolg über Ungarn am 4. März 2016 ebenfalls von der Bank aus zum Einsatz, als sie ab Minute 81 Nadine Prohaska ersetzte und mit den Österreicherinnen das 15. Spiel in Folge ungeschlagen blieb. Dieses Spiel fand im Zuge des Zypern-Cups 2016, den Österreich in weiterer Folge gewann, statt.
Auch beim darauffolgenden Zypern-Cup 2017 gehörte Stefanie Enzinger dem ÖFB-Damenkader an und beendete mit ebendiesem die Gruppenphase auf dem dritten Platz in der Gruppe B. Im nachsichziehenden Spiel um Platz 7 gegen Belgien, das die Österreicherinnen erst im Elfmeterschießen verloren, kam sie in Minute 82 für Barbara Dunst auf das Spielfeld.

### Erfolge bei der EM 2017
Im letzten Testspiel vor der Europameisterschaft in den Niederlanden traf Österreich auf heimischen Boden auf das dänische Fußballnationalteam der Frauen, wobei die Stürmerin weiterhin nur als Reservistin von der Ersatzbank zum Einsatz kam, es jedoch auf etwas mehr Spielminuten als bisher brachte, als sie ab Minute 79 Nicole Billa im Angriff ersetzte. Bereits wenige Tage zuvor hatte Teamchef Dominik Thalhammer den 23-köpfigen Kader für die EM-Endrunde bekanntgegeben, dem auch Enzinger angehörte. Bei der EM wurde sie schließlich im letzten Gruppenspiel der Gruppe C gegen Island ab der 86. Spielminute für Nicole Billa eingesetzt und erzielte in Minute 90 den Treffer zum 3:0-Endstand. Nach dem Gruppensieg vor Frankreich, der Schweiz und Island zogen die österreichischen Damen in die Finalrunde ein, wo sie im Viertelfinale die Spanierinnen im Elfmeterschießen besiegten. Im nachfolgenden Halbfinale am 3. August 2017 unterlag die Mannschaft Dänemark im Elfmeterschießen.
Nach einem Kurzeinsatz bei einem Freundschaftsspiel gegen die Niederlande im Oktober 2017 kam Enzinger einen Monat später im zweiten Gruppenspiel der Österreicherinnen anlässlich der Qualifikation zur WM 2019 gegen Israel zum Einsatz. In den bis ins Folgejahr stattfindenden restlichen WM-Qualifikationspartien wurde Enzinger nicht mehr berücksichtigt; als Gruppenzweiter hinter den Spanierinnen verpassten die Österreicherinnen jedoch die Teilnahme zur WM-Endrunde. Beim Zypern-Cup 2018, der im Februar und März 2018 ausgetragen wurde, fungierte Enzinger abermals lediglich als Ersatzspielerin der Österreicherinnen, kam jedoch in allen drei Gruppenspielen gegen Spanien, Belgien und Tschechien zum Einsatz und absolvierte, nachdem Österreich in Gruppe 7 den dritten Platz belegt hatte, mit der Mannschaft auch das Spiel um Platz 7 gegen Wales. Dieses konnte von den ÖFB-Damen knapp mit 3:2 im Elfmeterschießen gewonnen werden.
Danach war die Stürmerin eineinhalb Jahre ohne Länderspieleinsatz geblieben und kehrte erst nach Wiederaufnahme des aufgrund der COVID-19-Pandemie pausierten Spielbetriebs ab September 2020 in den österreichischen Nationalkader zurück. So absolvierte sie von September bis Dezember 2020 vier Spiele anlässlich der Qualifikation zur um ein Jahr verschobenen EM 2022 und agierte hierbei teilweise sogar als Stammkraft in der Offensive, blieb jedoch vorerst torlos. Als Zweiter der Gruppe G hinter den Französinnen erreichte Österreich aufgrund der guten Leistungen in der Gruppe in der Rangliste der Gruppenzweiten den dritten Platz, wodurch sich die Österreicherinnen direkt für die nunmehr im Juli 2022 stattfindende EM-Endrunde qualifizierte. Am 19. Februar 2021 absolvierte Enzinger ein Spiel bei der Visit Malta Women’s Trophy in Malta. Bei der 1:6-Niederlage gegen Schweden kam sie zur Halbzeit für Marie-Therese Höbinger auf den Rasen.
Am 30. November 2021 erzielte sie beim 8:0-Sieg im WM-Qualifikationsspiel gegen Luxemburg den ersten „lupenreinen Hattrick“ für die Österreicherinnen.

## Erfolge
mit dem USK Hof
- Meister der 2. Liga Mitte: 2006/07 und 2007/08
- Aufstieg in die ÖFB Frauen-Bundesliga: 2007/08

mit dem FC Wacker Innsbruck II
- Vizemeister der 2. Liga Mitte/West: 2010/11
- Meister der 2. Liga Mitte/West: 2011/12

mit dem FC Wacker Innsbruck
- Finalist im ÖFB-Ladies-Cup: 2011/12

mit dem SK Sturm Graz
- Vizemeister der ÖFB Frauen-Bundesliga: 2015/16 und 2016/17
- Teilnahme an der UEFA Women’s Champions League: 2016/17 (Sechzehntelfinale) und 2017/18 (nur Qualifikation)
- Bruno als beste Damenmannschaft in Österreich: 2016

mit dem SKN St. Pölten
- Meister der ÖFB Frauen-Bundesliga: 2017/18 und 2018/19
- Teilnahme an der UEFA Women’s Champions League: 2018/19 (Sechzehntelfinale), 2019/20 (Sechzehntelfinale) und 2020/21 (bis dato (Stand: 5. März 2021): Achtelfinale)
- Sieger des ÖFB Ladies Cups: 2017/18 und 2018/19

mit der Österreichischen Fußballnationalmannschaft der Frauen
- Sieger des Zypern-Cups: 2016

## Auszeichnungen
- Österreichische Sportlerin des Jahres 2017 als Spielerin der Nationalmannschaft bei der EM

## Ausbildung, Studium und berufliche Laufbahn neben dem Fußballsport
Nach dem Abschluss der Pflichtschule in ihrer Heimat besuchte sie von 2006 bis 2009 die Tourismusschulen Bramberg in Bramberg am Wildkogel und schloss diese mit einem Fachschulabschluss für wirtschaftliche Berufe im Ausbildungsschwerpunkt Kulturtouristik mit gutem Erfolg ab. Parallel dazu war sie während ihrer Schulzeit auf geringfügiger Basis beim Familienbetrieb, der Enzinger Holz GmbH aus Mittersill, einem Unternehmen, das sich auf den Großhandel mit Rundholz, Holzseilung, Holzschlägerung, Holzkauf am Stock und Biomasse spezialisiert, als Büromitarbeiterin angestellt.
Nach ihrem Wechsel zum FC Wacker Innsbruck absolvierte sie eine Lehre zur Bürokauffrau bei der Blasy Verwaltungs GmbH und war nach ihrer Lehrabschlussprüfung, die sie im Sommer 2012 mit gutem Erfolg bestanden hatte, als Büroleiterin im Unternehmen aktiv. Während dieser Zeit legte sie am BFI in Innsbruck auch ihre Berufsreifeprüfung (Schwerpunkt Betriebswirtschaftslehre) ab und besuchte in den Jahren 2012/13 auch zwei Buchhaltungskurse beim WIFI Tirol, die sie beide mit sehr gutem Erfolg abschloss. Darüber hinaus absolvierte sie in dieser Zeit auch noch eine Kostenrechnerprüfung beim WIFI Tirol.
Mit ihrem Wechsel zur Spielgemeinschaft des FC Stattegg und dem SK Sturm Graz und in weiter Folge zur alleinigen Mannschaft des SK Sturm Graz im Jahr 2015 beendete Enzinger nach fünf Jahren auch ihre Tätigkeit bei der Blasy Verwaltungs GmbH. Ein im Oktober 2014 begonnenes BWL-Studium an der Universität Innsbruck setzte sie nach ihrem Wechsel in die Steiermark an der Universität Graz fort. Nachdem sie dieses Studium jedoch mit ihrem Wechsel nach St. Pölten im Jahr 2017 vorzeitig unterbrechen musste, gab Enzinger im Jahr 2018 in einem Interview bekannt, ihr Studium beenden zu wollen. Dies tat sie daraufhin auch wieder an der Universität Graz, die sie im Jahr 2019 mit einem Bachelor of Science in BWL abschloss.
Nach erfolgreichem Studienabschluss arbeitete sie von März 2019 bis September 2020 als Teilzeitangestellte im Bereich Controlling/Buchhaltung bei der emc elektromanagement&construction GmbH, einem großen Elektrotechnikbetrieb, in Böheimkirchen, ehe sie ab September 2020 ihr Masterstudium an der Fachhochschule Wiener Neustadt begann.